# Трощинський Олексій Борисович
Олексій Борисович Трощинський (рос. Алексей Борисович Трощинский; 9 жовтня 1973, м. Усть-Каменогорськ, СРСР) — казахський хокеїст, захисник. 
Старший брат Андрія Трощинського.

## Ігрова кар'єра
Вихованець хокейної школи «Торпедо» (Усть-Каменогорськ). Виступав за «Торпедо» (Усть-Каменогорськ), «Динамо» (Москва), «Металург» (Магнітогорськ), «Авангард» (Омськ), «Торпедо» (Нижній Новгород), «Атлант» (Митищі), ХК «Рязань», «Витязь» (Чехов).
У складі національної збірної Казахстану дебютував у 1993 році; учасник зимових Олімпійських ігор 1998 (7 матчів, 0+1), учасник чемпіонатів світу 1993 (група C), 1994 (група C), 1997 (група B), 1999 (група B), 2000 (група B), 2004 і 2011 (дивізіон I) (6 матчів, 0+4). У складі молодіжної збірної Казахстану учасник чемпіонату світу 1992.  У складі юніорської збірної Казахстану учасник чемпіонату Європи 1991.
У 1998 році закінчив Східно-Казахстанський державний університет.

## Досягнення
- Чемпіон МХЛ (1995), срібний призер (1996)
- Володар Кубка МХЛ (1995, 1996)
- Чемпіон Росії (2000, 2001, 2005), срібний призер (1999, 2006), бронзовий призер (2007)
- Фіналіст Кубка Росії (1998)
- Володар Суперкубка Європи (2000).